# Giuseppe Nasi
Giuseppe Nasi o Nassì, alias Yossef Nasi, alias João Miquez, (Lisbona, 1524 – Costantinopoli, 1579) è stato un personaggio influente alla corte del sultano ottomano Solimano il Magnifico e del figlio Selim II. Marrano di origini portoghesi ed erede delle fortune dei ricchi mercanti e banchieri Mendes, fu accolto a Costantinopoli dopo aver risieduto nelle Fiandre e in Italia. Solimano il Magnifico lo nominò Signore di Tiberiade, con l'obiettivo esplicito di reinsediare gli ebrei e incoraggiare i commerci. Selim II gli diede il titolo di duca di Nasso e delle Sette Isole.

## Tra Lisbona, Anversa, Venezia e Ferrara
La sua famiglia era una tra le più in vista della comunità conversa di Lisbona. Suo padre, Agostinho, era un medico che insegnò all'Università di Lisbona. Sua zia era Gracia Nasi, moglie di don Francisco Mendes. Quest'ultimo, in società con il fratello Diogo, aveva costruito un vero e proprio impero commerciale commerciando principalmente in spezie. Negli anni Trenta del XVI secolo, in seguito all'istituzione del Tribunale dell'Inquisizione in Portogallo e alla morte di don Francisco, Giuseppe fuggì con la zia doña Gracia ad Anversa. Fu qui, probabilmente, che imparò i primi rudimenti della professione mercantile lavorando come fattore per la società di Diogo Mendes. Nel medesimo periodo, assistette al matrimonio del mercante di spezie e di sua zia Brianda de Luna.
Dopo la morte del Mendes, si trattenne nelle Fiandre per gestire la delicata situazione legata alla sua eredità. Il ricco mercante aveva infatti nominato come unica erede la cognata Gracia Nasi, ma sul cospicuo patrimonio ben presto pose gli occhi l'imperatore Carlo V. In questo periodo, Giuseppe studiò presso l'Università di Lovanio. Dopo essere riuscito a salvare buona parte dell'eredità Mendes, abbandonò i territori imperiali e si spostò in Francia. Giunto a Lione, ebbe modo di vedere per la prima volta quella coltura del baco da seta che in seguito tenterà di impiantare a Tiberiade.
Nasi raggiungerà poi le zie Gracia e Brianda - e tutto l'entourage familiare - a Venezia. In seguito ad una disputa tra le due sorelle, il patrimonio familiare rischiò nuovamente di andare perduto. Risolta questa ennesima complicazione, i Nasi si trasferirono nella più tollerante Ferrara degli Este. In questo periodo tutta la famiglia tornò apertamente all'ebraismo. Fu qui che Gracia Nasi divenne nota come protettrice di ebrei e artisti. Giuseppe, dal canto suo, affiancò sempre di più la zia negli affari di famiglia, diventando il suo principale collaboratore. Dopo il soggiorno ferrarese, i due scelsero Costantinopoli come ultima meta delle proprie peregrinazioni.

## Alla corte del sultano
Giunto nella capitale della Sublime Porta, Giuseppe venne in breve tempo introdotto alla corte del sultano Solimano il Magnifico. Giocò un ruolo decisivo nella faccenda il dottor Moisé Hamon, medico personale del sultano. A Costantinopoli l'ascesa politica di Nasi non conobbe limiti. In tal senso, Giuseppe andò progressivamente a sostituire la zia nella conduzione della casata. Dal canto suo, la più anziana Gracia si dedicò ad attività di mecenatismo.
Chiari riferimenti alla ricchezza dei Nasi ci giungono dai resoconti del tedesco Hans Dernschwam. Quest'ultimo descrisse - con un astio poco mascherato - la figura di Giuseppe: "Il già menzionato farabutto è arrivato a Costantinopoli nel 1554 con circa venti servitori ben vestiti che lo seguono allo stesso modo di come si fa con i principi. Indossa abiti di seta, con rivestimento di zibellino. Seguendo le usanze turche, due giannizzeri lo precedono in modo che nessuno gli possa arrecar danno. (...)". E ancora, si soffermò sulle abitudini familiari: "Ogni giorno (i Nasi) preparano una tavola per ottanta persone. Molti potrebbero essere avvelenati in questo modo, c'è qualcosa che non va in loro."
In seguito alla morte di Solimano, Giuseppe intervenne nella contesa successoria tra i figli del sultano scegliendo apertamente di appoggiare Selim piuttosto che Bayezid. Fu proprio Selim a uscire vincitore dalla lotta per il trono. Grazie ai suoi numerosi contatti in Europa, Giuseppe divenne ben presto un diplomatico d'alto rango. Per i suoi meriti, venne dunque nominato dal nuovo sultano duca di Nasso, in sostituzione del deposto Giacomo IV Crispo.

### I Balcani
Il primo, grande successo di Giuseppe Nasi fu la pace con la Confederazione polacco-lituana che gli garantì, da parte del sultano, la concessione del monopolio sul commercio della Cera d'api con la Polonia e del vino con la Moldavia. Per mantenere questi privilegi, Giuseppe interferì ripetutamente con la politica estera dei voivoda moldavi Ioan Iacob Heraclid, Alexandru Lăpușneanu e Ştefan Tomşa, tanto che nel 1571 fu addirittura considerato quale possibile futuro voivoda. Fu Selim II a scegliere di nominare sovrano di Moldavia Ioan Vodă cel Cumplit, comunque appoggiato dallo stesso Giuseppe.

### Le Fiandre
Grazie ai suoi contatti con Guglielmo I d'Orange, Nasi ebbe un ruolo determinante nel provocare la Guerra degli ottant'anni tra i ribelli olandesi e la Spagna; un conflitto che indebolì ed occupò enormemente la potenza spagnola a vantaggio dei turchi.

### Il Mediterraneo
Nasi sfruttò i suoi contatti tra gli ebrei di Cipro per interferire attivamente nel conflitto diplomatico tra Venezia ed Istanbul che sarebbe maturato nella Guerra di Cipro, conclusasi con l'occupazione turca dell'isola. Pare siano stati i complotti di Nasi a provocare l'espulsione dall'isola degli ebrei di Famagosta nel 1568; mentre Marrano Righetto, arrestato nel 1570 per aver tentato d'incendiare l'Arsenale di Venezia, era un parente di Nasi.
Al riguardo, va segnalato che i veneziani svilupparono una vera e propria psicosi nei confronti di Nasi. Fu proprio questa paranoia a enfatizzare quelle che, seppur notevoli, erano in realtà le reali capacità di azione di Giuseppe.

### Tiberiade
Una delle imprese più note di Giuseppe Nasi fu quella legata al ripopolamento ebreo di Tiberiade e Safad. L'attività in realtà era stata avviata da sua zia, doña Gracia. Con il supporto di Giuseppe ben Adruth, a partire dal 1561 Nasi fece ricostruire le mura cittadine, avviò la produzione e la lavorazione della seta, incentivò l'immigrazione di artigiani ebrei. Il progetto di trapiantare a Tiberiade gli ebrei dello Stato Pontificio venne stroncato dallo scoppio della Guerra di Cipro (1570).

## Dopo Lepanto
La presa di Cipro fu una delle cause che portarono alla famosa battaglia di Lepanto. La dura sconfitta patita dalle forze ottomane fece progressivamente crollare l'influenza di Giuseppe a corte. Perso lo scontro con la fazione a lui avversa, capeggiata dal gran visir Mehmet Sokollu, venne meno anche il favore del sultano. Giuseppe trascorse i suoi ultimi anni ricco, ma ininfluente. Alla sua morte (1579), il sultano Murad III espropriò tutti i beni della vedova e cugina di Giuseppe, doña Reyna Nasi, ad eccezione della dote stabilita nel ketubah (contratto matrimoniale), del valore di 90.000 dinar. Con ciò che le restava, Reyna Nasi aprì una stamperia ebraica in un sobborgo di Costantinopoli.